# Tensiometer
Tensiometer kan också beteckna ett mätinstrument för ytspänning.

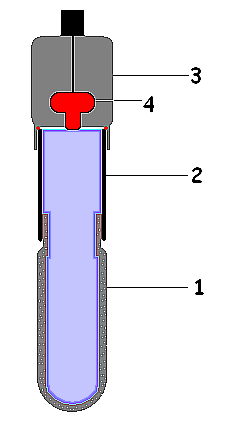

Tensiometer är ett instrument som mäter tensionen i markens omättade zon. En tensiometer består av ett vattenfyllt rör med en porös keramisk kopp i den ena änden och en vakuummätare i den andra röret. 
En tensiometer grävs ner i marken och töms på luft, vilket skapar ett undertryck i tensiometern. Sedan ser man hur mycket markvatten kommer in i tensiometern under en given tid. En tensiometer är ett värdefullt hjälpmedel för att bedöma bevattningsbehovet på det aktuella fältet.